# Рјоло (Модена)
Рјоло је насеље у Италији у округу Модена, региону Емилија-Ромања.
Према процени из 2011. у насељу је живело 407 становника. Насеље се налази на надморској висини од 32 м.